# Lucy Hope
Lucy Hope (Melrose, 30 gennaio 1997) è una nuotatrice britannica.

## Palmarès
- Mondiali

Fukuoka 2023: bronzo nella 4x100m sl mista.
Doha 2024: argento nella 4x200m sl.
- Europei

Glasgow 2018: oro nella 4x200m sl.
Budapest 2020: oro nella 4x100m sl, nella 4x200m sl, nella 4x100m sl mista e nella 4x200m sl mista.
Roma 2022: oro nella 4x200m sl mista, argento nella 4x200m sl e nella 4x100m sl mista, bronzo nella 4x100m misti mista.
- Europei in vasca corta

Otopeni 2023: oro nella 4x50m sl mista, bronzo nella 4x50m sl.